# Zbigniew Jaremski
Zbigniew Jaremski   (Zabrze, 19 de juny de 1949 - Zabrze, 3 de gener de 2011) fou un atleta polonès, especialista en els 400 metres, que va competir durant la dècada de 1970.
El 1972 va prendre part en els Jocs Olímpics d'Estiu de Munic, on va disputar dues proves del programa d'atletisme. En els 4×400 metres fou cinquè, mentre en els 400 metres quedà eliminat en sèries. Quatre anys més tard, als Jocs de Montreal, tornà a disputar dues proves del programa d'atletisme. Formant equip amb Ryszard Podlas, Jan Werner i Jerzy Pietrzyk va guanyar la medalla de plata en la prova del 4×400 metres, mentre en els 400 metres quedà eliminat en sèries.
En el seu palmarès també destaca una medalla de plata en la cursa dels 4x400 metres del Campionat d'Europa d'atletisme de 1978. També guanyà tres campionats de Polònia dels 400 metres (1972, 1973 i 1975) i tres dels 4x400 metres (1973, 1975 i 1976).

## Millors marques
- 200 metres. 20.8" (1972)
- 400 metres. 45.7" (1972)[1][3]